# Hardt nord
Hardt nord este o arie protejată (sit de importanță comunitară — SCI) din Franța întinsă pe o suprafață de 6.546 ha, integral pe uscat.

## Localizare
Centrul sitului Hardt nord este situat la coordonatele 47°51′45″N 7°26′10″E / 47.8625°N 7.43611°E.

## Înființare
Situl Hardt nord a fost declarat arie specială de conservare în baza directivei 92/43 din 1992 referitoare la conservarea habitatelor naturale și a faunei și florei sălbatice pentru a proteja 1 specie de plante și 7 specii de animale.

## Biodiversitate
Situată în ecoregiunea continentală, aria protejată conține 5 habitate naturale: Pajiști uscate seminaturale și facies de acoperire cu tufișuri pe substraturi calcaroase (Festuco-Brometalia) (* situri importante pentru orhidee), Păduri de fag Asperulo-Fagetum, Fânețe de joasă altitudine (Alopecurus pratensis, Sanguisorba officinalis), Păduri de stejar sau de stejar și carpen sub-atlantice și medio-europene de Carpinion betuli, Păduri de stejar și carpen Galio-Carpinetum.
La baza desemnării sitului se află mai multe specii protejate:
- plante (1): mușchi (Dicranum viride)
- amfibieni (2): izvoraș-cu-burta-galbenă (Bombina variegata), triton cu creastă (Triturus cristatus)
- mamifere (2): liliac cu urechi mari (Myotis bechsteinii), liliac comun (Myotis myotis)
- nevertebrate (3): croitorul mare al stejarului (Cerambyx cerdo), fluturele de noapte (Eriogaster catax), rădașcă (Lucanus cervus)

Pe lângă speciile protejate, pe teritoriul sitului au mai fost identificate 59 de specii de plante, 13 specii de păsări, 1 specie de amfibieni, 1 specie de mamifere, 79 de specii de nevertebrate.